# 藤森俊介
藤森 俊介（ふじもり しゅんすけ、1976年 - ）は、日本の作家、脚本家、演出家。静岡県出身。2002年に、石井壮太郎らと劇団「ダムダム弾団」を結成。
ダムダム弾団の主宰として、全作品（2002年 - 2008年、全11作品）の作・演出を務める。 
同劇団解散後は、劇団たいしゅう小説家などに作品を提供。 
2003年「PARADISE☆FISH」にて、王子小劇場佐藤佐吉賞の優秀脚本賞受賞を受賞している。 
大規模な架空の物語設定を背景に、現代人のもつ本能と生理を描く作風を得意とする。
かつてテアトルアカデミーで講師も務めていた。

## 舞台

### ダムダム弾団
- 2002年 - 2008年、ダムダム弾団全作品（計11作品） - 作・演出
- 2003年、「PARADISE☆FISH」 - 王子小劇場佐藤佐吉賞の優秀脚本賞受賞

### 劇団以外の外部脚本作品
- 1999年、東京オールウエスト「10人の導火線」 - 脚色・演出
- 2001年、miina produce「4380円～空からお金が降った夏の日～」 - 共同脚色
- 2001年、Mass Jack SHOW「BANGARE」 - 共同脚本
- 2001年、Mass Jack SHOW「ケチャップリンコピー」 - 脚本
- 2002年、田中真弓プロデュース「おっぺれってないライブ」 - 一部脚本
- 2003年、TYPES「KNOCKIN' ON HEAVEN'S DOOR」 - 脚本
- 2009年、TYPES「月葬」 - 脚本
- 2010年、護送撃団方式 第一回公演「芥」 - 作・演出
- 2010年、「新宿ミッドナイトベイビー2010」 - 脚本
- 2012年、劇団たいしゅう小説家10周年公演「Santa Claus Con-Game」 - 作・演出
- 2012年、劇団たいしゅう小説家10周年last「OH!ROOM」 - 作・演出
- 2013年、劇団たいしゅう小説家公演「Santa Claus Con-Game～プーダスの大冒険～」（あうるすぽっと） - 作・演出
- 2013年、護送撃団方式公演「伽羅倶璃」 - 作・演出
- 2014年、護送撃団方式公演「髄」 - 作・演出

## 映画
・後ろから前から（2010年） - 脚本協力
・men's egg Drummers - メンズエッグ・ドラマーズ - （2011年） - 脚本協力
・月光ノ仮面（2012年） - 脚本協力

## テレビ
・TV/局中法度！（2012年）

## OV
・任侠沈没（2011年） - 脚本協力

## アニメ
・だぶるじぇい（2011年）- 脚本協力